# Saint-Martin-du-Mesnil-Oury
Saint-Martin-du-Mesnil-Oury är en kommun i departementet Calvados i regionen Normandie i norra Frankrike. Kommunen ligger i kantonen Livarot som ligger i arrondissementet Lisieux. År 2018 hade Saint-Martin-du-Mesnil-Oury 109 invånare.

## Befolkningsutveckling
Antalet invånare i kommunen Saint-Martin-du-Mesnil-Oury
Referens:INSEE